# چاه ماخور
چاه ماخور یا چاماخور، روستایی در دهستان کهورستان بخش کهورستان شهرستان خمیر در استان هرمزگان ایران است.

## جمعیت
بر پایه سرشماری عمومی نفوس و مسکن در سال ۱۳۹۵، جمعیت این روستا برابر با ۶۱۲ نفر (۱۷۲ خانوار) بوده‌است.